# Aventine
Aventine è il secondo album discografico della cantautrice danese Agnes Obel, pubblicato il 30 settembre 2013.

## Il disco
Il disco, pubblicato come il precedente dalla PIAS, è stato annunciato nel giugno 2013 Le prime fasi di lavorazione del disco si sono tenute a partire dal giugno 2012 a Berlino. Vi ha collaborato Mika Posen (Timber Timbre). Il titolo è un riferimento all'Aventino, uno dei colli di Roma.
Per promuovere l'album, l'artista danese ha pubblicato il singolo The Curse nell'agosto 2013 e ha tenuto alcuni concerti nel periodo in contemporanea all'uscita del disco.

## Tracce
Musica e testi di Agnes Obel.
1. Chord Left
2. Fuel to Fire
3. Dorian
4. Aventine
5. Run Cried The Crawling
6. Tokka
7. The Curse
8. Pass Them By
9. Words Are Dead
10. Fivefold
11. Smoke & Mirrors

## Classifiche
| Classifica (2013) | Posizione massima |
| ----------------- | ----------------- |
| Austria           | 31                |
| Belgio (Fiandre)  | 1                 |
| Belgio (Vallonia) | 2                 |
| Danimarca         | 1                 |
| Francia           | 2                 |
| Germania          | 24                |
| Norvegia          | 23                |
| Paesi Bassi       | 5                 |
| Regno Unito       | 63                |
| Svizzera          | 9                 |